# 由利十二頭
由利十二頭（ゆりじゅうにとう）は、日本の戦国時代に出羽国由利郡の各地に存在し一揆結合の形をとっていた豪族の総称。この時代の由利郡には戦国大名と呼べるほどの勢力は存在せず、秋田郡の安東氏、雄勝郡の小野寺氏、庄内地方の大宝寺氏、最上郡の最上氏らの間にあって離合集散し、ときに一揆を結び対抗した。
主に矢島氏、仁賀保氏、赤尾津氏、潟保氏、打越氏、子吉氏、下村氏、玉米氏、鮎川氏、石沢氏、滝沢氏、岩屋氏、羽川氏、芹田氏、沓沢氏などで、「十二頭」とは少なくとも天正年間以来の呼称であり、史料により数え方が異なる。十二という数字は鳥海山の本地である薬師如来の眷属である「十二神将」をなぞったものとする見解がある。また、沓沢氏は独立勢力ではなく矢島氏の客将とする後世史料もあるなど明確に十二頭の範囲を定めることは困難である。

## 前史
鎌倉時代以前の由利地方は由利氏が支配しており、奥州藤原氏滅亡後も本領を安堵されていたが、由利維平の子の維久は和田合戦に連座し所領を没収された。この子孫は土着し滝沢氏と称した。その後、地頭職は源実朝の養育係である大弐局に移り、さらにその甥大井朝光に譲られたと『吾妻鏡』に見える。軍記物には、由利十二頭は室町幕府の命を受けて1467年（応仁元年）北出羽に下向した小笠原一族の子孫と記述されているが、大弐局が所領を賜った1213年（建保元年）が由利地方と小笠原氏との関係の始まりと言える。
しかし、大井氏は霜月騒動で安達氏に連座し所領は北条氏に渡り小早川氏が地頭代となったと考えられており、南北朝時代には楠木氏や新田氏との関係を指し示す史料もあるが、この間の経緯は史料不足により、よく分かっていない。いずれ、十二頭と呼ばれた国人層のうち生え抜きの滝沢氏を除くほとんどが信濃小笠原氏庶流の大井氏（源姓）の庶流を称していることから、鎌倉時代から室町時代にかけて清和源氏義光流信濃源氏との深い関係が推定されているのみである。彼らの移住について「十二頭記」には、「正平以後、由利主宰なきこと数十歳、隣寇侵略、盗賊縦横、土人これに苦む、応仁元年鎌倉に訴え、地頭を置んと請う」とあるが、応仁元年（1467年）では、鎌倉幕府はすでになく、鎌倉府も下総国古河に遷座している。

## 戦国期
由利郡は先述のとおり、安東氏、小野寺氏、大宝寺氏、最上氏らの間にあったが、それぞれの勢力が領域支配を確立してくると、これらの影響により各勢力に属し相争うようになった。
特に比較的大きな勢力であった仁賀保氏と矢島氏は長年にわたり幾度も合戦を繰り返した。仁賀保氏と滝沢氏は大宝寺氏や安東氏と結び、小野寺氏と結んだ矢島氏と対立した。一時は十二頭ほぼ大宝寺氏の傘下に入り安東氏や小野寺氏に対したが、大宝寺氏の衰退とともに最上氏の影響が強まった。1588年（天正16年）には本庄繁長により最上氏が敗れ、本庄氏傘下の大宝寺義勝の配下となったが、同年の湊合戦においては一致して安東氏の内紛に際し一方に味方するなど、独自の行動も見受けられる。
豊臣秀吉の天下統一に際しては、由利十二頭は由利衆として仁賀保氏、赤尾津氏（小介川氏）、滝沢氏、打越氏、岩屋氏、下村氏、石沢氏、禰々井氏が、1591年1月19日（天正18年12月24日 (旧暦)）にそれぞれ知行を安堵された。このうち、前五者を特に「由利五人衆」と呼んだ。由利衆は、豊臣政権により安東氏の秋田実季のもと「隣郡之衆」として材木切り出し及び廻漕の軍役を負担させられた一方で、五人衆は文禄の役では大谷吉継の指揮下に入り、関ヶ原の戦いでは秋田実季と行動を共にしている。江戸時代に入ると仁賀保氏、打越氏が幕臣に、滝沢氏、岩谷氏、石沢氏が最上氏家臣になり、赤尾津氏は改易された。最終的には仁賀保氏が大坂の陣での功績により仁賀保藩（分家により旗本となる）を創設し、領主としての地位を保った。

## 諸家概要
諸党は海岸の平野部に発展した集落と、子吉川流域に沿って発展した集落を根拠地にして、それぞれの在地をとって氏としていた。

### 矢島氏
由利郡矢島（現・由利本荘市矢島町）付近を中心に勢力があった武士団。先祖は大井氏と称したが、大江氏とする文献もある。仁賀保氏とは近い同族関係にあったが、一族内の主導権争いから終始敵対した。小野寺氏と連携して仁賀保氏と争い、四代続けて当主を討ち取るなど宿敵の関係にあった。軍記物の記述では文禄の役の際の領国の混乱に乗じて矢島満安が仁賀保氏に滅ぼされたことになっているが、惣無事令に反するため私闘は不可能であり、豊臣秀吉の奥州仕置に矢島氏の名が見えないことなどから、1588年（天正16年）ころの出来事ではないかとする見解がある。

### 仁賀保氏
由利郡仁賀保（現・にかほ市平沢）付近を中心に勢力があった武士団。先祖は大井氏と称したが家紋や通字からは大江氏との関係が指摘されている。所領とした仁賀保は、平沢、象潟地方の総称である。矢島氏とは近い同族関係にあったが、一族内の主導権争いから終始敵対し、滝沢氏と組み、地理的な要因から主に大宝寺氏の影響下にあり、小野寺氏と結んだ矢島氏と争った。赤尾津氏から養子に入った仁賀保挙誠の代に豊臣秀吉により由利地方で2番目に大身の3,716石の所領を安堵された。なお、軍記物の記述では文禄の役の際の領国の混乱に乗じて矢島氏を滅ぼしたことになっているが、惣無事令に反するため私闘は不可能であり、1588年（天正16年）ころの出来事ではないかとする見解がある。関ヶ原後に加増され常陸国武田5,000石となり、さらに大坂の陣での功績により旧領に戻り一万石の仁賀保藩を立てた。挙誠死後、分家により3家に分かれ、それぞれ旗本となった。また、常陸笠間藩牧野家、三河西尾藩松平家の家臣にも仁賀保（仁加保）氏が存在した。

### 赤尾津氏
由利郡赤尾津（現・由利本荘市松ヶ崎、岩城亀田）付近を中心に勢力があった武士団。仁賀保氏と同様に先祖は大井氏と称し、室町中期には小介川氏を称し、1450年（宝徳2年）に幕府から未進年貢等催促の遵行を促されている。所領とした赤尾津は、当時日本海側の主要港として知られていた。大宝寺氏が由利地方をほぼ傘下におさめたときも従わず、安東氏と誼を通じていたという。豊臣秀吉により由利地方で最大の約4,300石の所領を安堵されたと推定されているが 関ヶ原後に改易され、一族は大井氏、池田氏を名乗り最上氏に仕え、最上氏改易後は、一部が佐竹氏に仕えた。なお、後裔で矢島藩に仕えた一族は、小助川を名乗っている。

### 潟保氏
由利郡潟保（現・由利本荘市西目町潟保）付近を中心に勢力があった武士団。先祖は藤原氏と称し、室町中期には斎藤氏を称しているが海野氏とする説もある。一部史料により豊臣秀吉により所領を安堵されたとも推定されているが由利衆の中には名が見えない。子孫は江戸時代には酒井氏に仕えた。

### 打越氏
由利郡打越（現・由利本荘市内越）付近を中心に勢力があった武士団。先祖は大井氏とも楠木正儀とも称し、室町中期には「うていち」氏を称した。なお、地名の内越も当初「うていち」または「うてえち」と読んだが、現在は「うてつ」と読む。豊臣秀吉により1,250石の所領を安堵され、関ヶ原後に常陸国新宮へ2,000石で加増転封され、さらに大坂の陣での功績により矢島氏の旧領を与えられて3,000石の交代寄合旗本となった。後に嗣子がなく絶家となったが、分家が500石の旗本として存続し、江戸時代中期から「うちこし」の読みに改めた。一族は大和郡山藩に仕えたという。

### 子吉氏
由利郡子吉（現・由利本荘市埋田）付近を中心に勢力があった武士団。仁賀保氏と同様に先祖は大井氏と称した。豊臣時代までに仁賀保氏に属したとも伝えられている。子孫は江戸時代には佐竹氏に仕えた。

### 下村氏
由利郡下村（現・由利本荘市東由利蔵）付近を中心とした武士団。仁賀保氏と同様に先祖は大井氏と称した。豊臣秀吉により175石の所領を安堵された。子孫は江戸時代に佐竹氏の陪臣（梅津憲忠家臣）となった。

### 玉米氏
由利郡玉米（現・由利本荘市東由利館合）付近を中心に勢力があった武士団。仁賀保氏と同様に先祖は大井氏と称し、玉前氏とも到米氏とも表記した。奥州仕置時の由利衆の中には名が見えない。六郷氏に仕え幕末に至った。直系子孫は由利本荘市矢島に存続。

### 鮎川氏
由利郡鮎川（現・由利本荘市東鮎川）付近を中心に勢力があった武士団。仁賀保氏と同様に先祖は大井氏と称した。主に矢島氏や大宝寺氏と通交した。奥州仕置時の由利衆の中には名が見えない。子孫は最上氏に仕えたが、最上義光により改易されたとも伝えられている。

### 石沢氏
由利郡石沢（現・由利本荘市館）付近を中心に勢力があった武士団。仁賀保氏と同様に先祖は大井氏と称した。豊臣秀吉により由利衆として398石の所領を安堵された。関ヶ原後には最上氏に仕えた。

### 滝沢氏
由利郡滝沢（現・由利本荘市前郷字滝沢館）付近を中心に勢力があった武士団。先祖は由利氏と称する。家伝によると大中臣良平が源義家に従い由利半郡を賜ったのが始まりとされているが、清和源氏頼光流とする系図もあり、安倍氏説、中原氏説も存在するなど不明な点が多い。源頼朝により本領を安堵された由利維平の子の維久が和田合戦に連座し所領を没収されて以後、子孫が土着し滝沢氏と称したとされているが詳細は不明である。1343年（康永2年）9月には南朝に組みした由利兵庫介の名が史料に見える。1430年（永享2年）に政久の代に至り滝沢を領し名字としたとも伝えられている。終始矢島氏と敵対し、仁賀保氏と組んだ。豊臣秀吉により約2,200石の所領を安堵されたと推定されているが、関ヶ原後には最上氏に仕え 10,000石を与えられた。この間の経緯について、本来の惣領家に対し最上義光に仕えた分家筋の人物が家を簒奪したのではないかという見解がある。最上氏改易後は六郷氏に仕え本荘藩家老となり幕末に至った。後世、由利公正が子孫を称している。

### 岩屋氏
由利郡岩谷（現・由利本荘市岩谷町）付近を中心に勢力があった武士団。仁賀保氏と同様に先祖は大井氏と称した。豊臣秀吉により891石の所領を安堵されたが、関ヶ原後には最上氏に仕え 2,400石を与えられた。最上氏改易後は、一時秋田氏に仕えるが、後に佐竹氏に仕えた。

### 羽川氏
由利郡羽川（現・秋田市下浜羽川）付近を中心に勢力があった武士団。先祖は新田氏（越後新田氏）の支族里見氏流と称した。羽根川氏とも呼ばれる。羽川義稙は湊合戦で安東実季につき、豊島重氏を討った功により豊島城主となる。野党強盗を繰り返し勢力を拡大するが、赤尾津九郎の計略により戸沢氏領・大曲の攻略に失敗、赤尾津氏に居城を落とされ滅亡した。

### 芹田氏
由利郡芹田（現・にかほ市芹田）付近を中心に勢力があった武士団。先祖は大江氏と称した。奥州仕置時の由利衆の中には名が見えない。

### 沓沢氏
由利郡沓沢（現・由利本荘市矢島町立石）付近を中心に勢力があった武士団。仁賀保氏と同様に先祖は大井氏と称した。戦国期を通じ矢島氏と行動を共にしたため矢島氏の客将という説もある。奥州仕置時の由利衆の中には名が見えない。

### 禰々井氏（根井氏）
由利郡直根（現・由利本荘市鳥海町直根）付近を中心に勢力があった武士団。先祖は木曾義仲の家臣、根井行親と称した。戦国期を通じ矢島氏に属したが、矢島氏滅亡に際し仁賀保氏に組した。豊臣秀吉により169石1斗の所領を安堵されたが 関ヶ原後に改易され一時浪人となり、後に遠藤氏を名乗り生駒氏に仕えた。